# Usambilla sagonai
Usambilla sagonai är en insektsart som först beskrevs av Willy Adolf Theodor Ramme 1929.  Usambilla sagonai ingår i släktet Usambilla och familjen Lentulidae.

## Underarter
Arten delas in i följande underarter:
- U. s. sagonai
- U. s. fractolineata